# Leigné-sur-Usseau
Leigné-sur-Usseau est une commune du Centre-Ouest de la France, située dans le département de la Vienne en région Nouvelle-Aquitaine.

## Géographie

### Climat
Pour des articles plus généraux, voir Climat de la Nouvelle-Aquitaine et Climat de la Vienne.
Historiquement, la commune est exposée à un climat océanique du nord-ouest.  
En 2020, Météo-France publie une typologie des climats de la France métropolitaine dans laquelle la commune est exposée à un climat océanique altéré et est dans la région climatique  Poitou-Charentes, caractérisée par un bon ensoleillement, particulièrement en été et des vents modérés.
Pour la période 1971-2000, la température annuelle moyenne est de 11,5 °C, avec une amplitude thermique annuelle de 14,7 °C. Le cumul annuel moyen de précipitations est de 714 mm, avec 11 jours de précipitations en janvier et 6,5 jours en juillet. Pour la période 1991-2020, la température moyenne annuelle observée sur la station météorologique la plus proche, située sur la commune de Courcoué à 15 km à vol d'oiseau, est de 12,5 °C et le cumul annuel moyen de précipitations est de 688,4 mm,. Pour l'avenir, les paramètres climatiques de la commune estimés pour 2050 selon différents scénarios d’émission de gaz à effet de serre sont consultables sur un site dédié publié par Météo-France en novembre 2022.

### Communes limitrophes
|                                  | Mondion           | Vellèches |
| Saint-Gervais-les-Trois-Clochers | Leigné-sur-Usseau |           |
|                                  |                   | Usseau    |

## Urbanisme

### Typologie
Au 1er janvier 2024, Leigné-sur-Usseau est catégorisée commune rurale à habitat dispersé, selon la nouvelle grille communale de densité à sept niveaux définie par l'Insee en 2022.
Elle est située hors unité urbaine. Par ailleurs la commune fait partie de l'aire d'attraction de Châtellerault, dont elle est une commune de la couronne,. Cette aire, qui regroupe 44 communes, est catégorisée dans les aires de 50 000 à moins de 200 000 habitants,.

### Occupation des sols
L'occupation des sols de la commune, telle qu'elle ressort de la base de données européenne d’occupation biophysique des sols Corine Land Cover (CLC), est marquée par l'importance des territoires agricoles (76,7 % en 2018), une proportion sensiblement équivalente à celle de 1990 (76,5 %). La répartition détaillée en 2018 est la suivante : 
terres arables (50,2 %), zones agricoles hétérogènes (26,5 %), forêts (23,3 %). L'évolution de l’occupation des sols de la commune et de ses infrastructures peut être observée sur les différentes représentations cartographiques du territoire : la carte de Cassini (XVIIIe siècle), la carte d'état-major (1820-1866) et les cartes ou photos aériennes de l'IGN pour la période actuelle (1950 à aujourd'hui).

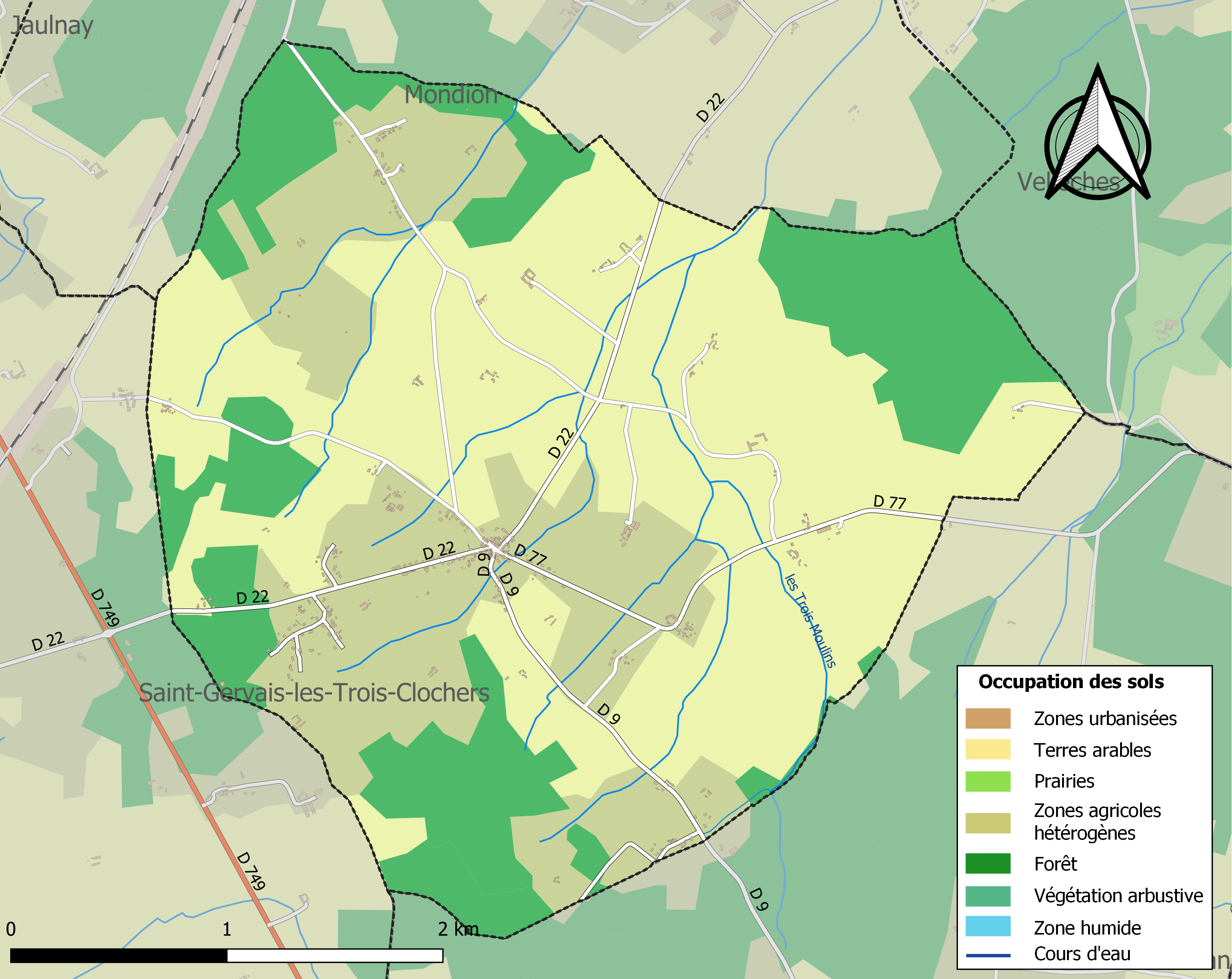
Carte des infrastructures et de l'occupation des sols de la commune en 2018 (CLC).

### Risques majeurs
Le territoire de la commune de Leigné-sur-Usseau est vulnérable à différents aléas naturels : météorologiques (tempête, orage, neige, grand froid, canicule ou sécheresse), inondations, feux de forêts, mouvements de terrains et séisme (sismicité modérée). Il est également exposé à un risque technologique, le transport de matières dangereuses. Un site publié par le BRGM permet d'évaluer simplement et rapidement les risques d'un bien localisé soit par son adresse soit par le numéro de sa parcelle.

#### Risques naturels
Certaines parties du territoire communal sont susceptibles d’être affectées par le risque d’inondation par débordement de cours d'eau. La commune a été reconnue en état de catastrophe naturelle au titre des dommages causés par les inondations et coulées de boue survenues en 1982, 1993, 1999 et 2010,.
Leigné-sur-Usseau est exposée au risque de feu de forêt. En 2014, le deuxième plan départemental de protection des forêts contre les incendies (PDPFCI) a été adopté pour la période 2015-2024. Les obligations légales de débroussaillement dans le département sont définies dans un arrêté préfectoral du 29 mai 2015,, celles relatives à l'emploi du feu et au brûlage des déchets verts le sont dans un arrêté permanent du 24 mai 2015,.

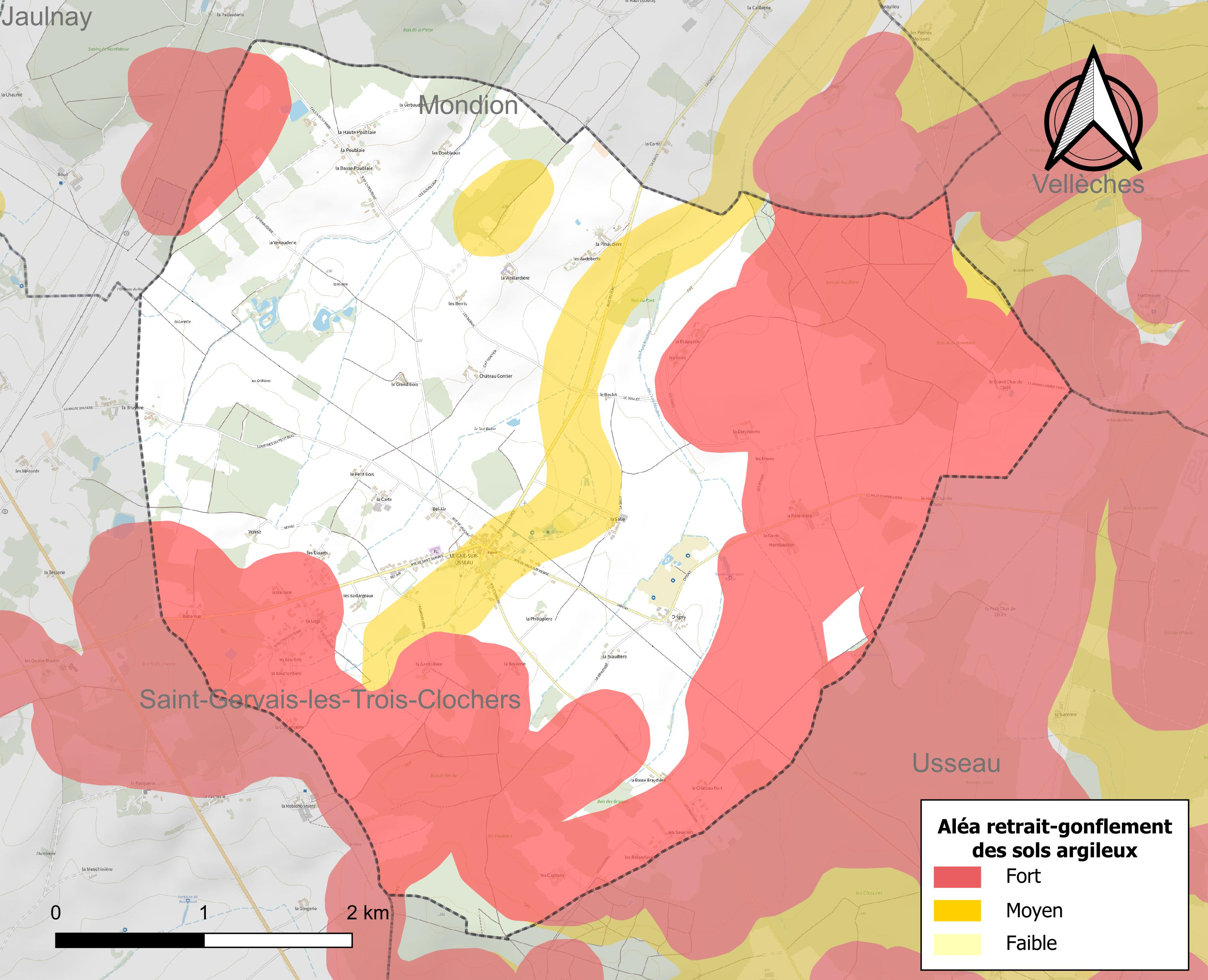
Carte des zones d'aléa retrait-gonflement des sols argileux de Leigné-sur-Usseau.

Les mouvements de terrains susceptibles de se produire sur la commune sont des affaissements et effondrements liés aux cavités souterraines (hors mines) et des tassements différentiels. Afin de mieux appréhender le risque d’affaissement de terrain, un inventaire national permet de localiser les éventuelles cavités souterraines sur la commune. Le retrait-gonflement des sols argileux est susceptible d'engendrer des dommages importants aux bâtiments en cas d’alternance de périodes de sécheresse et de pluie. 53,1 % de la superficie communale est en aléa moyen ou fort (79,5 % au niveau départemental et 48,5 % au niveau national). Depuis le 1er octobre 2020, en application de la loi ÉLAN, différentes contraintes s'imposent aux vendeurs, maîtres d'ouvrages ou constructeurs de biens situés dans une zone classée en aléa moyen ou fort,.
La commune a été reconnue en état de catastrophe naturelle au titre des dommages causés par la sécheresse en 2017 et par des mouvements de terrain en 1999 et 2010.

## Histoire

### Liste des maires
| Période   | Période         | Identité           | Étiquette | Qualité              |
| --------- | --------------- | ------------------ | --------- | -------------------- |
| mars 2014 | en cours (2020) | Frédéric Merchadou | SE        | gérant d'entreprises |

### Instances judiciaires et administratives
La commune relève du tribunal d'instance de Poitiers, du tribunal de grande instance de Poitiers, de la cour d'appel  de Poitiers, du tribunal pour enfants de Poitiers, du conseil de prud'hommes de Poitiers, du tribunal de commerce de Poitiers, du tribunal administratif de Poitiers et de la cour administrative d'appel  de  Bordeaux, du tribunal des pensions de Poitiers, du tribunal des affaires de la Sécurité sociale de la Vienne, de la cour d’assises de la Vienne.

## Projet de fusion de communes / Saint-gervais-les-trois-clochers et Léigné-sur-Usseau (Abandonné)
Un projet de fusion de deux communes avait été décidé par les deux conseils municipaux de Léigné sur Usseau et de Saint-gervais-les-trois-clochers. Ce projet portait sur la fusion géographique, administrative et politique de la commune de Leigné-sur-Usseau au sein de la Commune de Saint-gervais-les-trois-clochers et est censé être effectif dès janvier 2023. Les maires, Antoine Braguier pour Saint-Gervais-les-trois-clochers et Frédéric Merchadou pour Leigné-sur-Usseau étaient favorables à la création d'une commune nouvelle regroupant les services et les emprises des deux communes.Les conseils municipaux respectifs ont validé à la majorité pour l'enclenchement du processus sans consultation publique préalable. L'intitulé de cette commune nouvelle reste inconnu.
Les arguments en faveur de cette fusion rélèvèrent d'une volonté politique de mutualisation et de rationalisation des moyens humains et matériels partagés par les élus des deux communes et qui semble initié par la sous-préfecture de Châtellerault. Dans un contexte de réduction des dotations de l'état et de baisse démographique, les maires avait argué l'intérêt à s'associer. Le but était selon eux, "n'est pas enlever quelque chose à quelqu'un mais d'être plus forts ensemble". Les maires reprise par à la presse précisaient que "ce type de projet ne plaît pas à tout le monde, peut bousculer".
Des oppositions importantes ont vu le jour lorsque les citoyens de Léigné sur Usseau en reunion publique ont appris la fusion envisagée par les conseils municipaux sans approbation de la population. Un collectif citoyen se questionnant sur la fusion a vu le jour sous le nom de "Union contre la Fusion".
À la suite des mobilisations, voire des menaces contre les élus locaux, les élus de Leigné-sur-usseau firent marche arrière et annulèrent ce projet de fusion.

### Services publics
Les réformes successives de La Poste ont conduit à la fermeture de nombreux bureaux de poste ou à leur transformation en simple relais. Toutefois, la commune a pu maintenir le sien au sein de l'épicerie multiservices Chez Sandra.

## Démographie
L'évolution du nombre d'habitants est connue à travers les recensements de la population effectués dans la commune depuis 1793. Pour les communes de moins de 10 000 habitants, une enquête de recensement portant sur toute la population est réalisée tous les cinq ans, les populations de référence des années intermédiaires étant quant à elles estimées par interpolation ou extrapolation. Pour la commune, le premier recensement exhaustif entrant dans le cadre du nouveau dispositif a été réalisé en 2008.

En 2022, la commune comptait 453 habitants, en évolution de −7,36 % par rapport à 2016 (Vienne : +0,6 %, France hors Mayotte : +2,11 %).
| 1793 | 1800 | 1806 | 1821 | 1831 | 1836 | 1841 | 1846 | 1851 |
| ---- | ---- | ---- | ---- | ---- | ---- | ---- | ---- | ---- |
| 280  | 311  | 299  | 240  | 321  | 350  | 396  | 451  | 365  |

| 1856 | 1861 | 1866 | 1872 | 1876 | 1881 | 1886 | 1891 | 1896 |
| ---- | ---- | ---- | ---- | ---- | ---- | ---- | ---- | ---- |
| 356  | 362  | 366  | 368  | 358  | 385  | 373  | 385  | 414  |

| 1901 | 1906 | 1911 | 1921 | 1926 | 1931 | 1936 | 1946 | 1954 |
| ---- | ---- | ---- | ---- | ---- | ---- | ---- | ---- | ---- |
| 405  | 413  | 417  | 354  | 368  | 370  | 371  | 361  | 366  |

| 1962 | 1968 | 1975 | 1982 | 1990 | 1999 | 2006 | 2008 | 2013 |
| ---- | ---- | ---- | ---- | ---- | ---- | ---- | ---- | ---- |
| 333  | 327  | 318  | 329  | 384  | 413  | 449  | 459  | 494  |

| 2018 | 2022 | - | - | - | - | - | - | - |
| ---- | ---- | - | - | - | - | - | - | - |
| 461  | 453  | - | - | - | - | - | - | - |

En 2008, selon l’Insee, la densité de population de la commune était de 41 hab./km2 contre 61 hab./km2 pour le département, 68 hab./km2 pour la région Poitou-Charentes et 115 hab./km2 pour la France.

## Économie
Selon la direction régionale de l'Alimentation, de l'Agriculture et de la Forêt de Poitou-Charentes, il n'y a plus que trois exploitations agricoles en 2010 contre cinq en 2000.
Les surfaces agricoles utilisées ont diminué et sont passées de 591 hectares en 2000 à 435 hectares en 2010. 36 % sont destinées à la culture des céréales (blé tendre essentiellement).
L'élevage de volailles a disparu en 2010 (50 têtes sur trois fermes en 2000).

## Culture locale et patrimoine

### Lieux et monuments
- Ancien manoir de la Pinaudière : portail d'entrée.

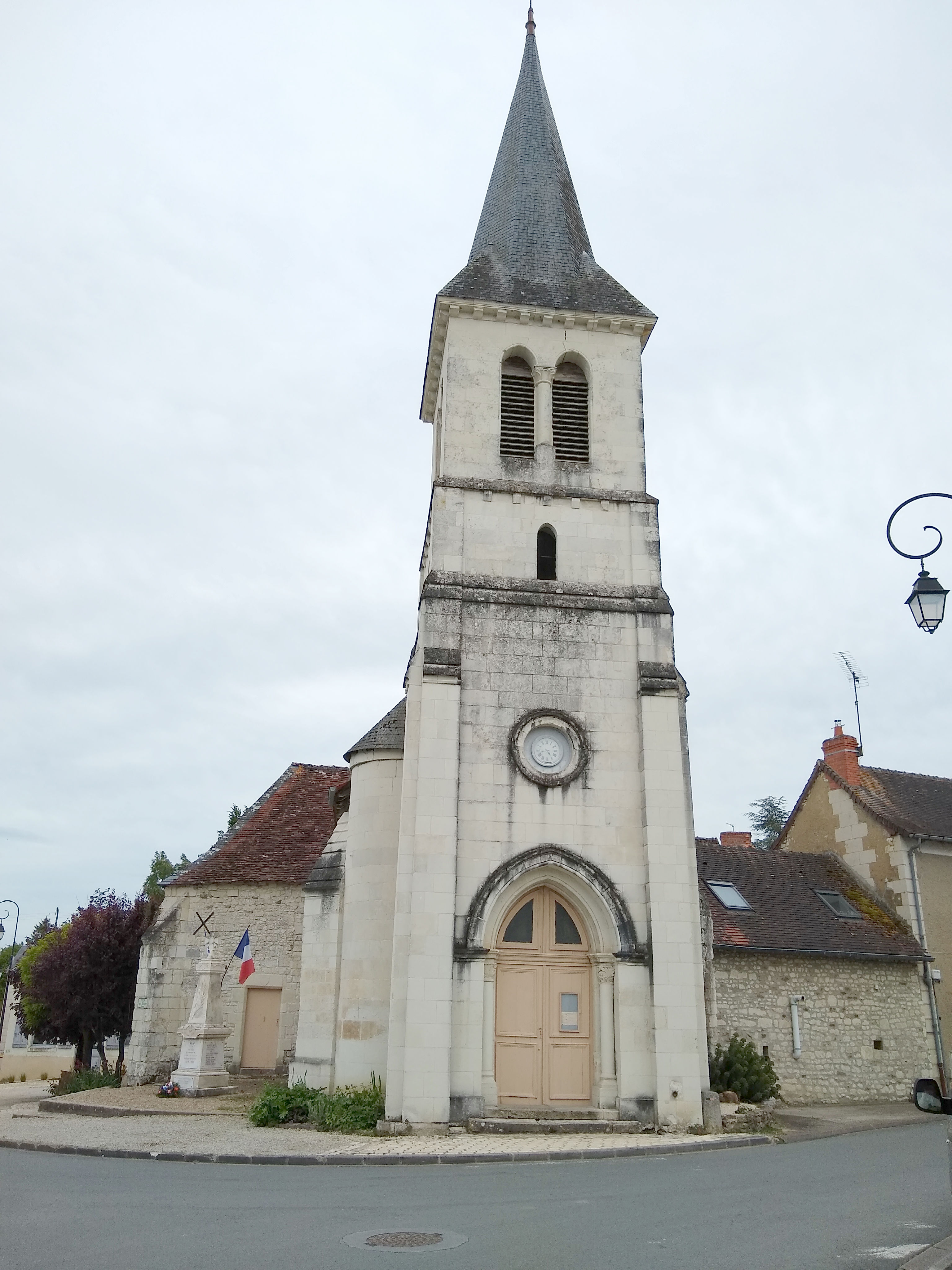
Église Saint-Hilaire

- Église Saint-HilaireÉglise Saint-Hilaire d'origine romane : clocher-porche moderne, cloche en bronze du XVIIe. Elle est inscrite à l'Inventaire général du patrimoine culturel[32].

### Équipement culturel
Musée Rural et musée du Feu de la Vieillardière : il est animé par des bénévoles. Il présente plus d’un millier d’objets qui retracent la vie du monde agricole de la fin du XIXe siècle et du XXe siècle. Ces objets évoquent les travaux des champs : la fenaison, les moissons... Le musée est, aussi, la gardien du souvenir de ces métiers qui ont, depuis, disparu : le charron, le bourrelier… Lors de manifestations particulières telles que les Journées du patrimoine, les bénévoles font fonctionner les machines à fenaison, la presse à huile ou le four à pain. Le musée est aussi un  musée du Feu  qui  conserve plusieurs milliers d’objets qui retracent la vie et le travail des pompiers, depuis le Moyen Âge jusqu’à nos jours. Sont ainsi présentées, des motopompes, des pompes à bras, des lances à incendie... Une vingtaine de mannequins retracent l’évolution au cours des âges des vêtements des soldats du feu. Des écussons, des jouets, des instruments de musique, des sceaux en toile ou des calendriers sont aussi exposés.

### Héraldique
| Blason | Blasonnement : Fuselé d'argent et de gueules. |

### Articles de Wikipédia
- Liste des communes de la Vienne
- Anciennes communes de la Vienne